# Neotheronia montezuma
Neotheronia montezuma är en stekelart som först beskrevs av Cresson 1874.  Neotheronia montezuma ingår i släktet Neotheronia och familjen brokparasitsteklar. Inga underarter finns listade i Catalogue of Life.